# Ernie Young (Fußballspieler, 1892)
Ernest Albert „Ernie“ Young (* 21. August 1892 in Sunderland; † 14. Dezember 1962 ebenda) war ein englischer Fußballspieler, der als Stürmer Anfang der 1920er Jahre für den FC South Shields und Durham City in der Football League aktiv war.

## Biografie
Young wuchs in Sunderland als eines von elf Kindern des Schmieds Robert Young und seiner Frau Elizabeth auf. In der Volkszählung von 1911 wird als sein Beruf kaufmännischer Angestellter („clerk“) angegeben.
Young war in der Saison 1919/20 Toptorschütze für das Reserveteam des FC South Shields in der North-Eastern League und erzielte vier Tore in zehn Einsätzen für die erste Mannschaft, die zu Saisonbeginn in die Football League Second Division aufgenommen worden war. Weitere Einsätze verhinderte der Umstand, dass er es zum damaligen Zeitpunkt ablehnte Profi zu werden und daher aus beruflichen Gründen für längere Auswärtsfahrten regelmäßig nicht zur Verfügung stand.
Zur Folgesaison wechselte der zumeist als linker Halbstürmer aufgebotene Young zu Durham City in die North-Eastern League und belegte mit dem Team am Saisonende den 12. Rang. Dennoch wurde der Klub zur Folgesaison in die neu geschaffene Football League Third Division North aufgenommen. Young erzielte zum Saisonauftakt gegen den FC Southport Durhams ersten Treffer in der neuen Spielklasse und war im weiteren Saisonverlauf mit 13 Saisontoren nicht nur hinter Harry Cousins (17 Tore) zweitbester Torschütze seines Teams, sondern machte auch regelmäßig als Vorbereiter auf sich aufmerksam. Die Saison 1922/23 begann Young als neuer Kapitän der Mannschaft, im Saisonverlauf gelangen ihm aber nur fünf Tore in 21 Einsätzen. Erneut war er damit (hinter Tommy Roe (8 Tore)) zweitbester Torschütze von Durham City, die Mannschaft beendete die Saison allerdings auf dem letzten Tabellenplatz. Zum Saisonende verließ Young den Klub und spielte in der Folge wieder in der North-Eastern League.